# Carminho

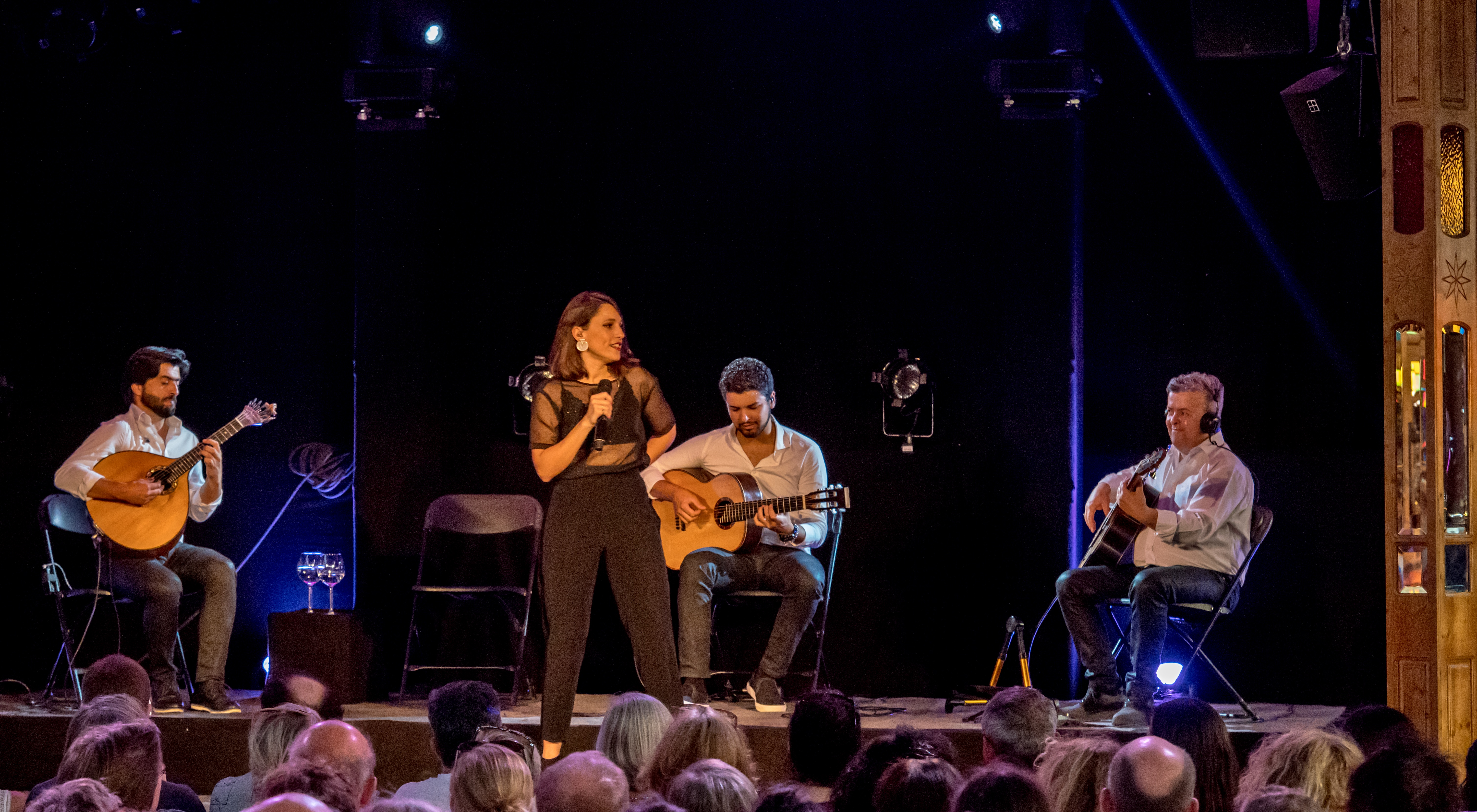
Carminho no Zelt-Musik-Festival em 2018 Freiburg, Alemanha

Maria do Carmo de Carvalho Rebelo de Andrade ComIH (Lisboa, 20 de agosto de 1984), conhecida a nível artístico como Carminho, é uma cantora e compositora portuguesa. É filha da fadista Teresa Siqueira. É conhecida por interpretar o fado, mas também interpreta outros géneros musicais, como a música popular portuguesa, a música popular brasileira, bossa nova, jazz e o pop. 

## Biografia
Carminho nasceu em 20 de agosto de 1984, na cidade de Lisboa, em Portugal, sendo filha de Nuno Maria Bello Rebelo de Andrade e de Maria Teresa da Câmara de Siqueira Archer de Carvalho, cantora portuguesa de fado.
Aos dois anos de idade, a família instalou-se numa aldeia algarvia, onde Carminho se habitou a ouvir os álbuns de sua mãe, a sua principal influência de fado, bem como outros fados que seus pais ouviam e cantavam — «lembro-me de assistir noites de fado em casa, com cinco ou seis anos. Tenho umas fotografias, muito pequenina, de pijama, no colo do meu pai, com quatro ou cinco anos, e violeiros e minha mãe cantando», recordou a cantora numa entrevista.
Além disso, Carminho ganha o gosto pela música brasileira, através das novelas que tinham nas suas bandas sonoras canções de intérpretes como Chico Buarque, Elis Regina, Milton Nascimento, Tom Jobim e Vinícius de Morais. 
Com 12 anos, a família retorna a Lisboa. Começam por se instalar no Bairro Alto, mudando-se depois para Campo de Ourique. É por essa altura que a mãe é convidada a assumir a exploração da casa de fados A Taverna do Embuçado, que pertencera a João Ferreira Rosa. Nesse lugar, Carminho ira conviver com intérpretes do fado de diferentes geracões, como João Ferreira Rosa, João Braga, Carlos Zel ou Camané.
Cada vez mais envolvida na música, e no fado em particular, a própria jovem pedirá aos pais para cantar, numa festa particular organizada no Coliseu dos Recreios: «Eu disse que queria e o meu pai disse que não, porque não queria passar vergonhas. Mas insisti e ele disse que eu podia ir se o Paquito, que tocava no Embuçado na altura, aprovasse. O Paquito [guitarrista da casa] disse que eu tinha tempo e era afinada: 'Porque é que não hás-de deixar a miúda ir?'. Eu cantava o 'Fado do Embuçado' e mais nada. Adoraram, porque era como uma mascote, ter uma menina de folhos a cantar o 'Fado do Embuçado'. A partir daí, sempre que havia algum dia especial, a minha mãe levava-me ao Embuçado», conta. 
A partir dos 15 anos de idade, Carminho passou a cantar regularmente na casa de fados da família.

### 2000-2010
Apesar de ter começado a cantar muito jovem, só aos 22 anos Carminho decidiu fazer uma carreira musical. Contudo, a sua experiência era já bastante significativa. 
Para além d'A Taverna do Embuçado, fora contratada a atuar na Petisqueira de Alcântara e na Mesa de Frades. 
Com o grupo Tertúlia de Fado Tradicional, atuou na Suíça, numa quinzena temática portuguesa, e realizou as suas primeiras gravações - os fados "Toca Pr'á Unha", "O Vento Agitou O Trigo", "Fado Pombalinho" e "O Fado da Mouraria", incluídas no CD Saudades do Fado, de 2003.
Cantou nos espetáculos da Feira do Toiro, em 2003 e em 2004, em Santarém, e, aquando das cerimónias de adesão de Malta à União Europeia atuou no país, a convite da Embaixada Portuguesa. Em 2005 cantou no espetáculo oferecido pelo Presidente da Turquia, Ahmet Necdet Sezer, ao presidente português, Jorge Sampaio, realizado no Teatro Camões. 
Ainda em 2005 recebeu o Prémio Amália, na categoria de Revelação Feminina.
Em 2006 colaborou nas gravações do disco O Terço Cantado, que recebeu a bênção apostólica do Papa Bento XVI. As músicas eram de Ramón Galarza e as vozes dos irmãos Carminho e Francisco Rebelo de Andrade (entretanto, concorrente no programa de talentos "Operação Triunfo", da RTP, e no Festival RTP da Canção).
Marcou presença no filme Fados, de Carlos Saura, estreado em 2007. O disco com a banda sonora do filme inclui a faixa "Casa de Fados", que, para além da participação de Carminho, conta também com Vicente da Câmara, Maria da Nazaré, Ana Sofia Varela, Ricardo Ribeiro e Pedro Moutinho.
Em maio de 2008 participou num concerto de Tiago Bettencourt. Também atua na Casa da Música, na Expo 2008, em Saragoça, e é convidada para o espetáculo comemorativo dos 45 anos de carreira de Carlos do Carmo, no Pavilhão Atlântico. Nesse mesmo ano interpreta ainda "Gritava contra o silêncio", excerto de um conto de Sophia de Mello Breyner Andersen, no primeiro disco de inéditos de João Gil. 
Depois de obter um diploma em Marketing e Publicidade, no IADE, em Lisboa, realizou uma longa viagem pelo mundo. 
Ao longo de 11 meses, dos quais seis permaneceu na Índia - participando num projeto de voluntariado - visitou a China, a Malásia, Singapura, Vietname, Laos, Cambodja, Timor-Leste, Austrália, Nova Zelândia, Ilha de Páscoa, Peru, Bolívia, Chile, Argentina, Uruguai e Brasil. Foi essa viagem que a ajudou a tomar a decisão de enveredar definitivamente pela vida artística. Diria que, no final, não precisou de muita coragem por, simplesmente, se sentir feliz a cantar o fado. 
O lançamento da sua carreira profissional seria assinalado com o álbum Fado, publicado a 1 de junho de 2009. E então apontada pelo site Cotonete como um dos fomes a seguir nesse mesmo ano.

### 2010-2020
Participou na campanha de 2011 do Pirilampo Mágico, gravando o single "Ser Feliz" com Ney Matogrosso. 
É também um dos vários nomes convidados para o disco Os Fados e as Canções do Alvim, do músico Fernando Alvim. 
Ainda em 2011 colabora com Pablo Alborán no tema "Perdonáme", com o qual obtém um grande sucesso em Espanha, e também em Portugal.
Junto de Pedro Luís, participa no tema "Lusa".
Os anos seguintes sao marcados pelo lançamento sucessivo de novos originais.
Em março de 2012 lança o álbum Alma, cuja edição brasileira inclui duetos com Chico Buarque ("Carolina"), Milton Nascimento ("Cais") e Nana Caymmi ("Contrato de Separação").
O terceiro álbum, Canto, é editado em 2014, e conta com a participação especial de Marisa Monte.
Segue-se, em 2016, Carminho Canta Tom Jobim, no qual participam, de novo, Marisa Monte e Chico Buarque, assim como Maria Bethânia.
Colaboraria, no ano seguinte, num dos temas do segundo disco dos Tribalistas, lançado em agosto de 2017. Segue-se, em novembro de 2018, o álbum Maria.
2020 - presente
Em outubro de 2021, é lançado o single "Onde Vais",um dueto entre Bárbara Bandeira e Carminho. O single chegou ao n.º 16 do Top Português de Singles em janeiro de 2022 e foi nomeado para os Globos de Ouro desse ano, na categoria de Melhor Música.
Em março de 2023, Carminho lança o seu sexto álbum de estúdio, Portuguesa.

## Discografia

### Álbuns de estúdio
| Títle                                                                     | Detalhas do Álbum                                         | Melhores Posições | Melhores Posições | Melhores Posições | Melhores Posições | Certificações  |
| Títle                                                                     | Detalhas do Álbum                                         | POR               | ESP               | FIN               | SUÉ               | Certificações  |
| ------------------------------------------------------------------------- | --------------------------------------------------------- | ----------------- | ----------------- | ----------------- | ----------------- | -------------- |
| Fado                                                                      | - Lançado em: 22 de Maio de 2009 - Selo: EMI Music        | 2                 | 67                | —                 | —                 | - AFP: Platina |
| Alma                                                                      | - Lançado em: 2 de Março de 2012 - Selo: EMI Music        | 1                 | 21                | 27                | 32                | - AFP: Platina |
| Canto                                                                     | - Lançado em: 2014 - Label: Warner Music                  | 1                 | 71                | —                 | —                 | - AFP: Platina |
| Carminho Canta Tom Jobim                                                  | - Lançado em: 2 de Dezembro de 2016 - Selo: Warner Music  | 1                 | —                 | —                 | —                 | - AFP: Platina |
| Maria                                                                     | - Lançado em: 30 de Novembro de 2018 - Selo: Warner Music | 4                 | —                 | —                 | —                 | - AFP: Ouro    |
| Portuguesa                                                                | - Lançado em: 3 de Março de 2023 - Selo: Warner Music     | 1                 | —                 | —                 | —                 |                |
| "—" denota um título que não traçou, ou não foi lançado nesse território. |                                                           |                   |                   |                   |                   |                |

### Outros
- Ser Feliz (2011) - campanha Pirilampo Mágico - com Ney Matogrosso

Compilações
- Tertúlia de Fado Tradicional - Toca Pr'á Unha / O Vento Agitou O Trigo / Fado Pombalinho / O Fado da Mouraria (2003)
- "O Terço Cantado" (2006)
- Banda sonora do filme Fados, de Carlos Saura - "Casa de Fados" (com Vicente Câmara, Maria da Nazaré, Ana Sofia Varela, Carmo Rebelo de Andrade, Ricardo Ribeiro, Pedro Moutinho (2007)
- Nova Biografia do Fado - Escrevi Teu Nome No Vento
- Fado Sempre! As Minhas Penas (Fado Perseguição) (2008)
- "Café Poesia 2010" - Livro do Dessassossego (extracto) (2010)
- TFF Rudolstadt 2013
- Amália - Les Voix Du Fado - As Vozes Do Fado - (2015)

### Colaborações
- João Gil - "Gritava Contra O Silêncio" (2008)
- Rão Kyao -  "Noite Gosta De Mim" + "Fado De Rua / Cantiga Do Ladrão" (2009)
- Pablo Alborán - "Perdonáme" (2011)
- Fernando Alvim - "Meu Amor Vem Ver O Rio" (2011)
- Pedro Luís - "Lusa" (2012)
- Carlos do Carmo - "Lisboa Oxalá" (2013)
- Alceu Valença - "Recife" (2014)
- Marisa Monte - "Chuva No Mar" (2014)
- Pablo Alborán - "Perdonáme" - Tour Terral (2015)
- Elba Ramalho - "Nos Ares De Lisboa" +" Um Passarinho Enganador" (2015)
- Thüringer Symphoniker Saalfeld-Rudolstadt - "Escrevi Teu Nome No Vento" (2015)
- HMB - "O Amor É Assim" (2016)
- Danças Ocultas - "O Diabo Tocador" (2016)
- António Zambujo - "O Meu Amor" (2016)
- Tribalistas - "Os Peixinhos" (2017)

## Distinções e Prémios
Do Estado Português recebeu, a 27 de janeiro de 2015, a comenda da Ordem do Infante D. Henrique.
Tem recebido prêmios de diferentes entidades, pelos seu desempenho artistico:
- 2005 - Premio Revelacão da Fundacão Amália Rodrigues;
- 2013 - Prémio Carlos Paredes.
- 2018 - Prémio ACTIVA Mulheres Inspiradoras, na categoria Artes.[14]

| Ano  | Prêmio         | Categoria         | Trabalho                                  | Resultado | Ref.   |
| ---- | -------------- | ----------------- | ----------------------------------------- | --------- | ------ |
| 2022 | Globos de Ouro | Melhor Música     | "Onde Vais" (Bárbara Bandeira e Carminho) | Indicado  |        |
| 2024 | Globos de Ouro | Melhor Intérprete |                                           | Indicado  | [ 15 ] |
| 2024 | Globos de Ouro | Melhor Atuação    | Carminho no Coliseu dos Recreios          | Indicado  | [ 15 ] |

## Vida pessoal
A 21 de setembro de 2013, Carminho casou com o produtor musical, guitarrista e compositor Diogo Clemente. O casal divorciou-se em 2015.
Em 29 de dezembro de 2018, casou com o produtor musical João Gomes. Em janeiro de 2020 anunciou que estava grávida.
Em 26 de maio de 2020, anunciou, na sua conta do Instagram, o nascimento de sua primeira filha.